# Ичкино (село)
Ичкино — село в Шадринском районе Курганской области России. Административный центр и единственный населённый пункт Ичкинского сельсовета.

## География
Село находится на северо-западе Курганской области, в пределах юго-западной части Западно-Сибирской равнины, в лесостепной зоне, на берегах реки Ичкиной, на расстоянии примерно 17 километров (по прямой) к северо-востоку от города Шадринска, административного центра района. Абсолютная высота — 114 метров над уровнем моря.

### Климат
Климат характеризуется как резко континентальный, с холодной продолжительной малоснежной зимой и тёплым сухим летом. Средняя температура воздуха самого холодного месяца (января) составляет −18 °C (абсолютный минимум — −50 °С); самого тёплого месяца (июля) — 18 °C (абсолютный максимум — 41 °С). Безморозный период длится 192—196 дней. Годовое количество атмосферных осадков — 320—470 мм, из которых большая часть выпадает в тёплый период. Продолжительность периода с устойчивым снежным покровом равна 150—160 дням.

## История
До 1917 года в составе Водениковской волости Шадринского уезда Пермской губернии. По данным на 1926 год село Ичкинское состояло из 361 хозяйства. В административном отношении являлось центром Ичкинского сельсовета Ольховского района Шадринского округа Уральской области.

## Население
| 1989 | 2002 | 2010 | 2012 | 2013 | 2014 | 2015 |
| ---- | ---- | ---- | ---- | ---- | ---- | ---- |
| 761  | ↘625 | ↘597 | ↘592 | ↘565 | ↗567 | ↗575 |
| 2016 | 2017 | 2018 | 2019 | 2020 |      |      |
| ↘567 | ↘550 | ↘530 | ↘509 | ↘496 |      |      |

По данным переписи 1926 года в селе проживало 1632 человека (735 мужчин и 897 женщин), в том числе: русские составляли 100 % населения.

### Гендерный состав
По данным Всероссийской переписи населения 2010 года в гендерной структуре населения мужчины составляли 47,4 %, женщины — соответственно 52,6 %.

### Национальный состав
Согласно результатам Всероссийской переписи населения 2002 года, в национальной структуре населения русские составляли 98 %.